# Albert Wiederspiel
Albert Wiederspiel (* 5. November 1960 in Warschau) ist Filmwissenschaftler und Filmmanager. Von 2003 bis 2023 war er Leiter des Filmfestes Hamburg.

## Leben und Wirken
Als Folge von antisemitischen Ausschreitungen während der März-Unruhen 1968 in Polen musste die Familie 1969 nach Dänemark auswandern. Wiederspiel wuchs in Kopenhagen auf und studierte Filmwissenschaft in Paris.
Nach dem Studium begann er 1985 als Trainee bei 20th Century Fox Intl., von wo er als PR- und schließlich Marketingleiter zu 20th Century Fox of Germany wechselte und bis 1995 tätig war. Von 1996 bis 2000 war er Marketingleiter und schließlich General Manager – Theatrical bei PolyGram Film Entertainment und Universal Pictures Germany. Wiederspiel ist Mitglied in der European Film Academy und wurde 2013 zum Chevalier de l’ordre des Arts et des Lettres (Ritter im Orden für Kunst und Literatur) ernannt. Sein Vertrag als Leiter des Filmfestes Hamburg wurde 2018 um weitere fünf Jahre verlängert.
Albert Wiederspiel lebt mit seinem Mann, dem Schauspieler Gustav Peter Wöhler, in Hamburg und Berlin. Seit Juli 2024 ist er Mitglied der SPD.